# Vuisternens-devant-Romont
Vuisternens-devant-Romont é uma comuna da Suíça, no Cantão Friburgo, com cerca de 1.858 habitantes. Estende-se por uma área de 24,09 km², de densidade populacional de 77 hab/km². Confina com as seguintes comunas: Grangettes, La Verrerie, Le Flon, Massonnens, Mézières, Sâles, Siviriez.
A língua oficial nesta comuna é o Francês.